# USS Katahdin (1893)
USS Katahdin (Корабль Соединенных Штатов «Катадин») — американский таранный корабль береговой обороны (иногда определяется как таранный миноносец), построенный в 1890-х годах. Назван в честь горы Катадин в штате Мэн. Примечателен тем, что был, по-видимому единственным боевым кораблем специальной постройки, вовсе не имевшим артиллерийского или торпедного вооружения. Находился в эксплуатации очень недолго, и в 1898 году был списан.

## История
Появление британского «таранного миноносца» HMS Polyphemus в 1881 году привлекло значительное внимание военно-морских сил всего мира. Полуподводный корабль (90 % объема корпуса оставалось под водой), без тяжелой артиллерии специально сконструированный для проведения торпедных и таранных атак на вражеские корабли был радикальным отклонением от принятых концепций военного кораблестроения. Хотя сами англичане считали корабль не вполне удачным, и не решились заказать планировавшуюся серию таранным миноносцев, многие адмиралы рассматривали возможность появления подобных кораблей во флотах.
В США, концепция привлекла внимание контр-адмирала Дэниэла Аммена, сторонника доктрины флота, ориентированного на береговую оборону. Ранее ВМФ США уже реализовал сходную концепцию в не слишком удачных USS «Alarm» и USS «Intrepid», но эти ранние тараны были довольно маленькими, и ряд инженеров считал, что более крупный броненосный таран будет более удачным. Используя влиятельную поддержку в Конгрессе, адмирал сумел настоять на постройке корабля береговой обороны, воплощающего те же идеи, что были заложены в «Полифемусе».

## Конструкция
Конструктивно «Катадин» был весьма близок к «Полифемусу». Американский корабль также имел сигарообразный корпус, почти целиком находящийся под водой. Над водой выступала только броневая палуба, защищенная стальными плитами толщиной от 51 до 150 миллиметров, трубы и боевая рубка. Но, в отличие от «Полифемуса», на котором таран рассматривался как вспомогательное оружие по отношению к торпедам, «Катадин» вообще не нес артиллерийского или торпедного вооружения: его единственным средством нападения являлся укрепленный форштевень

## История службы
Заложенный в июле 1891 года, «Катадин» был спущен на воду 4 февраля 1893 года и введен в состав американского ВМФ 20 февраля 1896 года. Практические испытания продемонстрировали ряд существенных технических проблем: несмотря на то, что две паровые машины корабля оказались даже мощнее, чем предполагалось проектом, корабль не смог развить проектной скорости в 17 узлов. Внутренние условия корабля были чрезвычайно некомфортабельными для команды, из-за допущенных просчетов, вентиляционная система работала плохо, и на максимальном ходу подводный корпус разогревался до почти непереносимой температуры. Кроме того, выявились те же проблемы, что ранее обнаружили англичане на «Полифемусе» — низкий, глубоко сидящий в воде корабль плохо слушался руля и имел слишком большой радиус циркуляции, затрудняя атаку на противника.
В результате, корабль, формально принятый флотом в феврале 1896 года, был выведен из состава уже 17 апреля 1897 года и помещен в резерв. Повторно введен в строй он был 10 марта 1898 года, в связи с надвигавшейся испано-американской войной. Корабль был включен в состав Североатлантического Эскадрона и назначен для береговой обороны побережья Новой Англии от возможных рейдов испанских крейсеров. После того, как испанский флот был разгромлен в битве при Кавите 1 мая 1898 года и в битве при Сантьяго-де-Куба, угроза испанских атак была нейтрализована, и 8 октября корабль снова перевели в резерв.
«Катадин» был выведен из состава флота в 1909 году, и переведен в класс опытовых кораблей, с обозначением «Баллистическая экспериментальная цель А». В сентябре 1909 года он был потоплен во время артиллерийских испытаний.

## Оценка проекта
Развивая те же концепции, что и появившийся ранее британский «Полифемус», «Катадин» был кораблём устаревшей схемы ещё на момент закладки. Появление скорострельных орудий с унитарным заряжанием привело к тому, что вероятность успешного приближения сравнительно крупного тарана на дистанцию атаки свелась почти к нулю. Сказывалась также малая скорость «Катадина» и его низкая маневренность, делавшие подобную атаку практически невозможной.